# Cristóbal Marcos de Gálvez Corral
Cristóbal Marcos de Gálvez Corral (Santiago de Guatemala c. 1700s - Nueva Guatemala de la Asunción 20 de noviembre de 1788) fue un sargento mayor que ejerció en 2 ocasiones los cargos de alcalde mayor de San Salvador (desde 1734 a 1737, y de enero a diciembre de 1765), y de alcalde ordinario de Santiago de Guatemala (en 1732 y 1763).

## Biografía
Cristóbal Marcos de Gálvez Corral y Varón de Berieza nació por la década de 1700s en la ciudad de Santiago de Guatemala, siendo hijo de Bartolomé Gálvez Corral y Francisca Rosa Varón de Berieza y López. Estudiaría en el colegio seminario San Francisco de Borja de esa ciudad, en donde llevaría la materia de gramática y las facultades de filosofía y teología. Sin embargo, dejaría los estudios, para atender y cuidar de su madre y hermanas; y se dedicaría a la carrera de las armas.
El 6 de marzo de 1624, el presidente-gobernador y capitán general de Guatemala Francisco Rodríguez de Rivas le nombró como capitán de infantería de gente pagada y de recluta para el reemplazo de la dotación del castillo de la Inmaculada Concepción (en la Gobernación de Nicaragua); más adelante, lideraría una de las compañías de españoles en la ciudad de Santiago. El 5 de abril de 1627 el presidente-gobernador y capitán general de Guatemala Antonio Pedro de Echevers y Subiza le otorgaría título de sargento mayor de la alcaldía mayor de Sonsonate y del puerto de Acajutla.
En 1730 se desempeñaría como contador del tribunal de la Santa Cruzada, y en 1732 fungiría como alcalde ordinario de Santiago de Guatemala. Asimismo, sería el sucesor del mayorazgo de su casa fundada por su padre en Málaga; y también poseedor de varias haciendas, como la de San Nicolás de Pomponate y Nombre de María (ambas ubicadas en Siquinalá, y dedicadas a la crianza de ganado mayor). El 21 de junio de 1733 contraería matrimonio con su prima hermana María Luisa Gonzaga de Cilieza y Velasco y Varón de Berieza, con quien engendraría 10 hijos, entre los cuales estarían sus hijas llamadas Josefa (quien se casaría con su tío Manuel de Gálvez Corral) y María Gertrudis (quien contraería matrimonio con Manuel Fadrique y Goyena); ambos yernos también ejercerían en su respectivo momento el puesto de alcalde mayor de San Salvador.
El 30 de marzo de 1731 el rey Felipe V lo designó como alcalde mayor de San Salvador; en su nombramiento se estipulaba que si en un dado caso no pudiese terminar su período, lo sustituyese su hermano Manuel; asimismo, también se ordenaba a la Real Audiencia de Guatemala que no enviase jueces de comisión durante su gobierno, y que el juicio de residencia (que debía tomar al final de su mandato) se hiciera con jueces nombrados por la real audiencia. El 16 de enero de 1734 sería juramentado ante la real audiencia, y tomaría posesión poco tiempo después; más adelante, el 20 de enero el monarca español le concedería el título de teniente de capitán general de esa provincia.
A principios de 1737 decide dejar el puesto de alcalde mayor, y cederselo a su hermano; lo que sería aprobado por la real audiencia el 9 de febrero de ese año. Luego de lo cual, se asentaría en la ciudad de Santiago, donde se  desempeñaría primeramente como contador del real montepío de cosecheros de añil; más adelante, a partir del 5 de julio de 1643 comenzaría a laborar como contador mayor del tribunal de la Santa Cruzada; y también aparecería en el año de 1748 como contador mayor del Colegio de Cristo Crucificado, y en 1751 como síndico del Colegio de Misioneros. Continuaría laborando en el tribunal de la Santa Cruzada hasta el 9 de noviembre de 1751, cuando fue suprimido ese puesto; y en 1763 ejercería nuevamente como alcalde ordinario de Santiago.
Debido a tener en mal estado su situación económica, solicitó al rey Carlos III que le concediese ser nuevamente alcalde mayor de San Salvador por un período de 10 años; dicha solicitud fue aprobada por Real cédula del 25 de junio de 1761, en el que se le estipulaba un sueldo de 800 pesos y que en caso de ausencia podía designar a su hermano Manuel; en ese entonces el alcalde mayor titular Bernabé de la Torre Trasierra se encontraba cesado de sus funciones y procesado, por lo que se ordenaba que si dicho litigio continuaba que se le diese el puesto a Cristóbal de forma interina, lo cual así sucedió; siendo juramentado el 26 de enero de 1765, y el 25 de febrero designado como teniente de capitán general de dicha provincia.
A fines de 1765, y debido a no estar disponible su hermano Manuel, decidió venderle el cargo de alcalde mayor a su yerno Manuel Fadrique, completandose el traspaso el 24 de diciembre de ese año. Luego de lo cual, se trasladaría a residir a Guatemala (en Santiago y luego en la Nueva Guatemala de la Asunción), donde en 1776 redactaría su testamento (reformándola con un codicilo en 1784); y donde, en el año de 1781, se le nombraría como contador de diezmos de la catedral, cargo que desempeñaría hasta su fallecimiento el 20 de noviembre de 1788.